# 德苏尔
德苏尔（Desur），是印度泰米尔纳德邦Tiruvanamalai县的一个城镇。总人口5156（2001年）。

## 人口
该地2001年总人口5156人，其中男性2574人，女性2582人；0—6岁人口495人，其中男261人，女234人；识字率69.67%，其中男性为78.94%，女性为60.42%。